# Taifa von Mértola

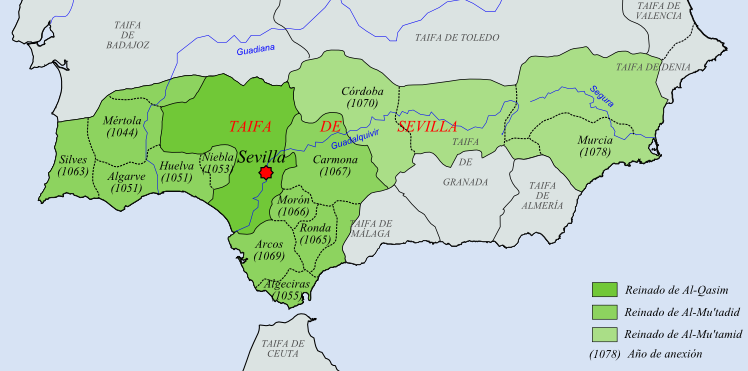
Kleinkönigreiche (taifas) in Andalusien und Portugal

Die Taifa von Mértola (arabisch طائفة مارتلة, DMG Ṭāʾifat Mārtula) war ein mittelalterliches islamisches Kleinkönigreich (taifa) im Südwesten der Iberischen Halbinsel.

## Geschichte
Das sich zu beiden Seiten des Río Guadiana erstreckende Taifa-Reich von Mértola entstand in der Phase nach dem Untergang des Kalifats von Córdoba (1031). Es wurde im Jahr 1033 gegründet, aber schon elf Jahre später (1044) vom Kleinkönigreich Sevilla erobert; ab dem Jahr 1091 stand es unter der Kontrolle der berberischen Almoraviden und von 1151 bis 1250 unter der Oberherrschaft der Almohaden. Im Zuge der christlichen Reconquista fiel der westliche Teil um die Mitte des 13. Jahrhunderts an das Königreich Portugal, der östliche fiel durch die Eroberungen Ferdinands III. an die Krone von Kastilien.